# Arnošt Emanuel Silva-Tarouca
Arnošt Emanuel hrabě Silva-Tarouca (někdy Sylva-Taroucca), v německojazyčných pramenech též Ernst Emanuel Graf von Silva-Tarouca (3. ledna 1860 Čechy pod Kosířem – 15. srpna 1936 Schwaigern), byl rakouský, respektive český šlechtic, právník, dendrolog a politik, rytíř řádu svatého Jiří. V letech 1917–1918 byl posledním ministrem zemědělství Předlitavska.

## Biografie

### Původ

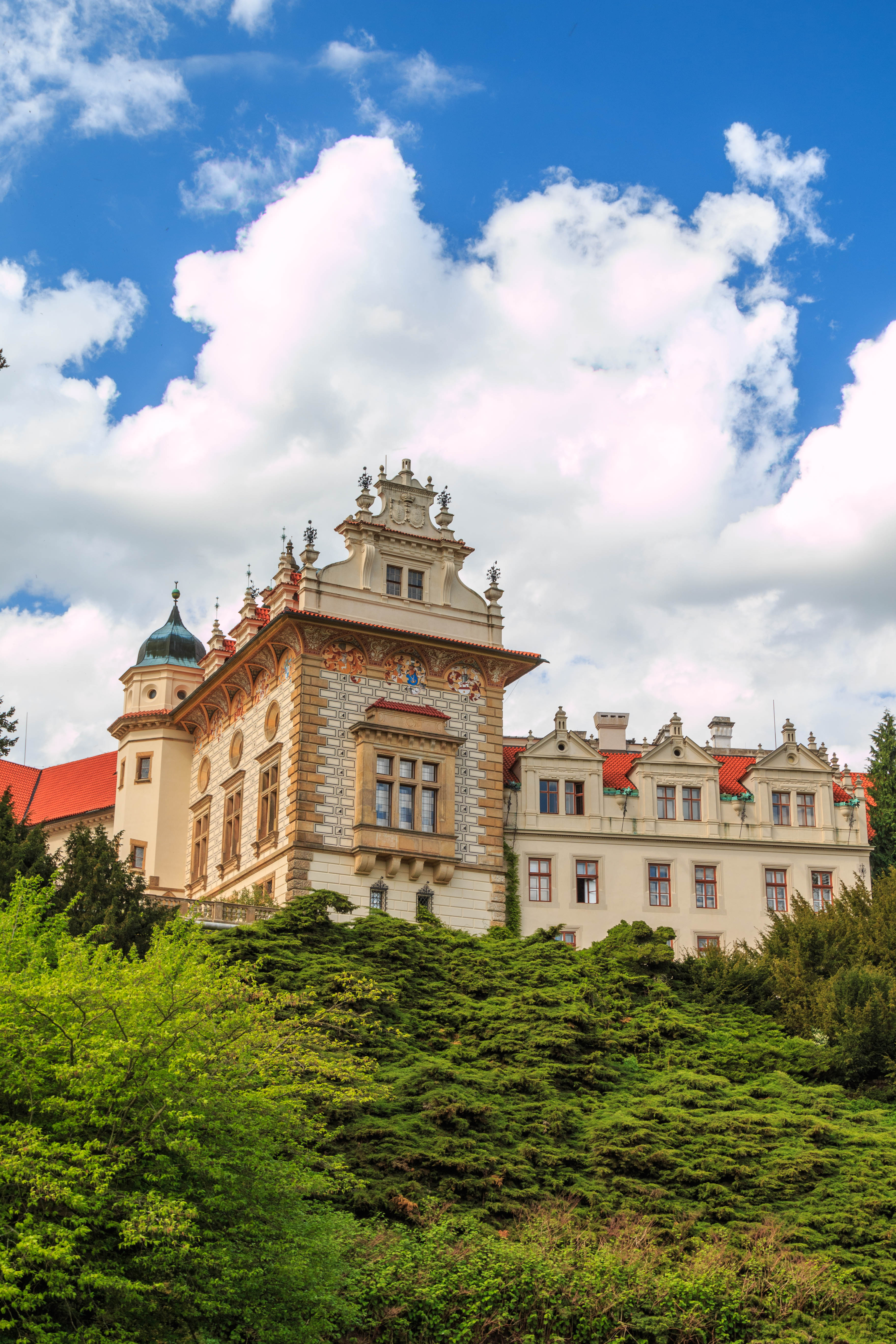
Zámek Průhonice

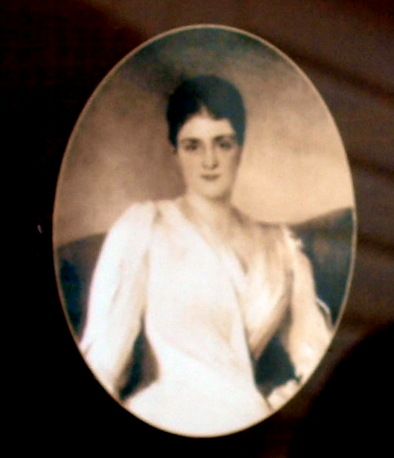
Marie Antonie Nostic-Rieneck, manželka hraběte Silva-Taroucy

Narodil se jako Arnošt Emanuel hrabě Silva-Tarouca, vévoda Tellez da Sylva, markýz ze Strévi a Saccabonello etc., do vlivné šlechtické rodiny Silva-Tarouců původem z Portugalska, jako třetí dítě vysokého státního úředníka Augusta Alexandra Silva-Tarouca (1818–1872) a jeho první manželky Isabely[zdroj?] Stolberg-Stolberg (1824–1864). Po předčasné smrti jeho otce byl jeho poručníkem moravský šlechtic a politik Egbert Belcredi. Jeho bratrem byl František Josef Silva-Tarouca (1858–1936), státní úředník a politik.

### Studium a veřejné aktivity
Arnošt vystudoval gymnázium v Kalksburgu v Dolních Rakousích, práva studoval na univerzitě ve Vídni a Karlo-Ferdinandově univerzitě v Praze a pak působil krátce jako praktikant při českém místodržitelství v Praze. Vzděláním byl právník, ale jeho soukromý zájem směřoval k přírodě a krajině, dendrologii a botanice. Patřily mu Trmice, Řehlovice, Velké Žernoseky, Vrchnice a Průhonice. Průhonický zámek přestavěl ve stylu české renesance a v jeho okolí založil zámecký park Průhonice coby modelový krajinářsky řešený komplex. Ačkoliv neměl formální dendrologické vzdělání, dosáhl v tomto oboru značných znalostí a publikoval odborné knihy. Od roku 1908 byl prezidentem Dendrologické společnosti Rakousko-Uherska, jejímž byl spoluzakladatelem a významně ji podporoval. Byl také aktivní v katolických spolcích a od roku 1893 se podílel na organizování katolických sjezdů v Rakousku. Ještě v roce 1915 krátce zastával post viceprezidenta Katolického lidového svazu (Katholischer Volksbund für Österreich).
Stal se čestným předsedou Národopisné výstavy v Praze roku 1895. Na deset let zapůjčil Silva-taroucovský palác (dnes palác Savarin) k umístění sbírek Národopisného muzea českoslovanského.

### Zemským a říšským poslancem
Dlouhodobě byl aktivní i v politice. Ve volbách roku 1891 byl zvolen za poslance Říšské rady (celostátní zákonodárný sbor), kde reprezentoval velkostatkářskou kurii v Čechách. Mandát obhájil za velkostatkáře ve volbách roku 1897 a volbách roku 1901. Ve vídeňském parlamentu setrval do konce funkčního období sněmovny, tedy do roku 1907. V parlamentu byl členem Strany konzervativního velkostatku.
V letech 1892–1913 rovněž zasedal jako poslanec Českého zemského sněmu. Zde zasedal v kurii svěřeneckého velkostatku. Poprvé sem byl zvolen v doplňovací volbě 29. září 1892 za kurii velkostatkářskou (svěřenecké velkostatky). V roce 1907 byl povolán do Panské sněmovny (horní jmenovaná komora Říšské rady), kde setrval až do zániku Rakouska-Uherska.

### Ministrem zemědělství Předlitavska
Jeho politická kariéra vyvrcholila v posledních měsících monarchie, když se ve vládě Ernsta Seidlera 30. srpna 1917 stal ministrem zemědělství Předlitavska. Post si udržel i v následné vládě Maxe Hussarka a vládě Heinricha Lammasche. Funkci zastával až do 30. října 1918 a byl tak posledním šéfem tohoto rezortu v době existence monarchie. Ještě během roku 1918 se o něm dokonce uvažovalo jako o možném předsedovi vídeňské vlády.

### Závěr života
Ve dvacátých letech udržoval a zveleboval průhonický park, byl předsedou Československé dendrologické společnosti, publikoval své dendrologické a sadovnické zkušenosti (počátkem 20. let vydal obsáhlou příručku Kulturhandbücher für Gartenfreunde). Pro hospodářské potíže, způsobené I. pozemkovou reformou, jakož i z rodinných důvodů- neměl z tragické příčiny potomstvo, které by se bylo schopno o park a zámek starat- se rozhodl park a panství Průhonice prodat v roce 1927 československému státu.
Zemřel náhle 18. srpna roku 1936 na návštěvě u své dcery Anny, provdané hraběnky Neippergové, na zámku Schwaigern ve Württembersku, kde je také pochován. Jeho potomstvo se zajímá o bývalé panství i osobu pana hraběte dosud, z toho důvodu je v aktivním kontaktu se zastupiteli Průhonic do dnešních dnů.

## Rodina
V roce 1885 se seznámil s komtesou Marií Antonií, říšskou hraběnkou Nostic-Rieneck (31. 1. 1863 Praha – 23. 7. 1934 Průhonice). Ta byla majitelkou parku v Průhonicích, který je v současnosti zapsán na seznamu UNESCO. Svatba se konala 16. června téhož roku v kapli Narození Panny Marie v Průhonicích.[zdroj?] S manželkou Marií Antonií měli celkem devět dětí, dospělého věku se dožilo sedm z nich.
- 1. Marie Adelheid (26. 6. 1886 Trmice – 12. 7. 1945 Bečov nad Teplou)
  - (1910) Jindřich Maria Evžen (11. 3. 1880 Paříž – 25. 4. 1966 Gallmannsegg, Štýrsko), 5. vévoda a 3. kníže Beaufort-Spontin
- 2. Gisela Helena (14. 6. 1887 Trmice – 21. 2. 1958 Praha, pohřbena v Cítově)
  - I. ⚭ (1913) Josef Ferdinand Lobkowicz (4. 9. 1885 Dolní Beřkovice – 25. 10. 1914 Jarosław), JUDr., c. k. komoří, nadporučík, padl za první světové války
  - II. ⚭ (1917) Mořic Lobkowicz (3. 5. 1890 Dolní Beřkovice – 7. 8. 1944 Telč, pohřben v Cítově), generální ředitel První české vzájemné pojišťovny v Praze a signatář Národnostního prohlášení české šlechty z roku 1939
- 3. Anna (28. 9. 1888 Trmice – 17. 7. 1971 Schwaigern)
  - ⚭ hrabě Antonín Arnošt z Neippergu (18. 12. 1883 Doksy – 28. 12. 1947 Schwaigern)
- 4. Josef (20. 10. 1889 Průhonice – 24. 5. 1917), svobodný a bezdětný
- 5. František Xaver (24. 10. 1895 Průhonice – 11. 1. 1980 Seckau, Štýrsko), svobodný a bezdětný
- 6. Amadeus (14. 7. 1898, Průhonice – 21. 11. 1971)
  - ⚭ (1941) Bertha Rabl (24. 2. 1902 Innsbruck – 25. 6. 1964 Štýrský Hradec)
- 7. Eleanora (8. 3. 1901 Průhonice – 23. 9. 1987), svobodná a bezdětná